# Friedensgutachten
Das Friedensgutachten ist ein gemeinsames jährliches Gutachten der vier führenden deutschen Institute für Friedens- und Konfliktforschung, dem Bonn International Centre for Conflict Studies (BICC), dem Peace Research Institute Frankfurt – Leibniz-Institut für Friedens- und Konfliktforschung (PRIF), dem Institut für Entwicklung und Frieden (INEF) und dem Institut für Friedensforschung und Sicherheitspolitik an der Universität Hamburg (IFSH). Es analysiert aktuelle Gewaltkonflikte, zeigt Trends der internationalen Außen-, Sicherheits- und Entwicklungspolitik auf und gibt Empfehlungen für die Politik.

## Geschichte
Seit 1987 veröffentlichen die deutschen Friedensforschungsinstitute das Friedensgutachten als zentrales Medium für den Dialog zwischen Wissenschaft und Politik. Mit seinen klaren Empfehlungen transferiert das Friedensgutachten wissenschaftliche Erkenntnisse in praktische Handlungsanweisungen. Interdisziplinäre Autorenteams aus der Friedens- und Konfliktforschung, den Internationalen Beziehungen, Politikwissenschaft, Soziologie, Ethnologie und Regionalwissenschaften arbeiten gemeinsam an den Kapiteln und bringen dabei verschiedene Blickwinkel ein. Auf die Analysen stützt sich die gemeinsame Stellungnahme der Herausgeber. Sie zieht Bilanz, pointiert die Ergebnisse und formuliert konkrete Empfehlungen für die Friedens- und Sicherheitspolitik in Deutschland und Europa.
Die Themen gliedern sich in die fünf jährlich wiederkehrenden Themenfelder „Bewaffnete Konflikte“, „Nachhaltiger Frieden“, „Rüstungsdynamiken“, „Institutionelle Friedenssicherung“ und „Transnationale Sicherheitsrisiken“. Im zusätzlichen Kapitel, „Fokus“, wird ein Thema des aktuellen Konfliktgeschehens tiefergehend beleuchtet.
Das Friedensgutachten wird jährlich in Berlin vor der Bundespressekonferenz vorgestellt. Im Anschluss erörtern und diskutieren die Institute ihre Befunde und Empfehlungen mit Ministerien und interessierten Fraktionen der Parteien in Berlin. Zu ausgewählten Themen, insbesondere dem Fokusthema, finden in Berlin und bundesweit öffentliche Veranstaltungen statt. Insgesamt versteht sich das Friedensgutachten mit seinen Handlungsempfehlungen als Instrument der Politikberatung. Es findet medial starke Beachtung.
Das Gutachten erschien bis 2019 im LIT Verlag Berlin. Seit 2020 erscheint es im Transcript Verlag. Es ist im Buchhandel erhältlich und ist darüber hinaus auf den Websites des Projekts und des Verlags seit 2018 kostenlos im Open Access verfügbar.
Das Friedensgutachten wird von der Deutschen Stiftung Friedensforschung (DSF) gefördert.

## Themen und Titel seit 2000
- 2000: Friedensmacht Europa?
- 2001: Krisenregion Naher Osten
- 2002: Folgen des 11. September 2001
- 2003: Die neue Weltordnung verträgt keine Militarisierung
- 2004: Frieden zu schaffen ist schwieriger als Krieg zu führen
- 2005: Friedensprozesse brauchen einen langen Atem
- 2006: Zentralen Herausforderungen für Frieden und Sicherheit
- 2007: Militäreinsätze auf dem Prüfstand
- 2008: Die neue Hochrüstung sprengt alle Dimensionen
- 2009: Möglichkeiten, Wege und Grenzen, Kriege und Gewaltkonflikte zu beenden
- 2010: Kritische Bilanz des Afghanistankrieges
- 2011: Umbrüche, Krieg und Intervention im arabischen Raum
- 2012: Globale Machtverschiebungen verlangen nach gemeinsamer Sicherheit und Kooperationsmacht
- 2013: Neue Kriege, neue Rüstung, neue Rüstungsmärkte
- 2014: Europa: Friedensprojekt am Ende?
- 2015: Mehr Verantwortung übernehmen
- 2016: Fluchtursachen in den Fokus: Verantwortung übernehmen
- 2017: Wie lässt sich Gewalt bändigen, wenn die kooperative Weltordnung zerfällt?
- 2018: Kriege ohne Ende. Mehr Diplomatie – weniger Rüstungsexporte
- 2019: Vorwärts in die Vergangenheit? Frieden braucht Partner
- 2020: Im Schatten der Pandemie: letzte Chance für Europa
- 2021: Europa kann mehr!
- 2022: Friedensfähig in Kriegszeiten[1]
- 2023: Noch lange kein Frieden[2]
- 2024: Welt ohne Kompass[3]
- 2025: Frieden retten[4]